# Moritzoppia escotata
Moritzoppia escotata är en kvalsterart som först beskrevs av Subías och Rodríguez 1986.  Moritzoppia escotata ingår i släktet Moritzoppia och familjen Oppiidae.

## Underarter
Arten delas in i följande underarter:
- M. e. escotata
- M. e. sharipovi